# Тридцатый
Савелий Кузьмич Говорков (Сергей Черкасов) — главный персонаж цикла рассказов Виктора Доценко о «Бешеном».

## Краткая биография персонажа
Из секретного досье в компьютере А. С. Рассказова известно:
Говорков Савелий Кузьмич родился 4 ноября 1965 года. В 1968 году остался сиротой, потеряв в автомобильной катастрофе обоих родителей. Воспитывался в Омском детском доме № 3. В 1983 году по спецнабору попал в батальон специального назначения, базировавшийся на Дальнем Востоке. Пройдя краткий курс восточных боевых искусств и зарекомендовав себя самым способным учеником сенсея Укеру Магасаки, по его рекомендации и собственному заявлению был определён в воздушно-десантную роту, отправлявшуюся на фронт в Афганистан.
В боевых действиях проявил себя как отличный солдат, умеющий принимать самостоятельные решения. В 1984 году получил звание сержанта.
Был тяжело ранен и отправлен лечиться на черноморское побережье. Вылечившись, устроился на рыболовный траулер, но проработал там недолго, получив в наследство от тёти домик на побережье. Впоследствии обменял домик на квартиру в Москве, куда и переехал жить. Устроился работать в фирму по посредническим делам «Феникс». Был обвинён в совершении махинаций с валютой в особо крупных размерах и осуждён на девять лет лишения свободы с отбыванием в колонии строгого режима (за систематическое нарушение режима содержания в тюрьме, сопровождающееся избиением сотрудников МВД). В местах лишения свободы получил прозвище «Бешеный». Через год бежал.
Его дело было пересмотрено и он был полностью реабилитирован. Во время побега проявил смелость и настойчивость в поимке опасных преступников. По рекомендации высоких чинов МВД и КГБ и по собственному заявлению был вновь отправлен служить в свою роту, воевавшую на тот момент в Афганистане. Во время выполнения важного задания был ранен и пропал без вести.
Непосредственным начальником Говоркова в Афганистане был капитан Воронов, который аттестовал его с лучшей стороны. При выполнении того задания, где пропал Говорков, Воронов сам возглавлял операцию. С его слов известно, что Говорков был тяжело ранен, когда тот видел его в последний раз.

### Семья
Не женат. В Америке живёт любимая девушка (впоследствии жена) Роза.

### Известные боевые награды
В период войны в ДРА:
- Два ордена Красной Звезды
- Медаль «За боевые заслуги»
- Орден  Боевого Красного Знамени

В постсоветский период:
- Герой Российской Федерации

Иностранные награды:
- Пурпурное сердце
- Золотая медаль Конгресса США

## Почему «30-й»?
Это была довольно сложная структура, совершенно безопасная для руководителей каждого региона, контролируемого организацией Рассказова. В каждом новом, переходящем под их контроль регионе обязательно строилась мощная база, чаще всего под землею. Она оснащалась по последнему слову техники, и средств на это не жалели. Сложнейшая электроника, компьютерный центр, куда стекалась информация, банк данных, система защиты не только по периметру внешнего ограждения, но и видеоконтроль любого помещения внутри самой базы.
Каждая такая база имела свой код, свои четкие функции и была очень мобильной: в считанные минуты её сотрудники, вооружённые самым современным оружием, могли собраться и отправиться в любую точку земного шара.

У сотрудников не было ни имен, ни фамилий, ни кличек: каждый имел номер, закреплённый только за ним. Однако этот номер имел некоторые особенности: во-первых, чем ниже номер, тем выше звание. Количество сотрудников базы 2270 было постоянным, но сами сотрудники нередко менялись: кто погибал, кого, если он становился неблагонадежным, сами «убирали». Вновь прибывший получал самый последний номер и постепенно продвигался в этой своеобразной «очереди». И чем ниже становился номер, тем труднее было его получить

## Как создавался персонаж
Виктор Доценко «Биография отца Бешеного»

тогда я находился в поиске образа моего героя. В какой-то миг показалось, что именно такой образ, какой видится в моих мечтах, и вырисовывается. Постепенно, шаг за шагом, сложился, как мне казалось, герой моей книги. Долго размышлял над именем, отчеством и фамилией, наконец решил, что они должны быть исконно русские: Савелий Кузьмич Говорков. Прозвища, возникающие в разных историях, соответствовали ситуации, в которую он попадал. В Афганистане он стал Рэксом: именно так называли себя «за Речкой» воздушные десантники. Бешеным назвали его в местах лишения свободы, и это прозвище сохранилось за ним и на воле, — так его стали называть враги. Ненавидя его, всячески стараясь расправиться с ним, уничтожить, они уважали его как личность, как достойного противника. И конечно же, как истинный киношник, я использовал в книге способ киномонтажа, перемешивая реальные действия с воспоминаниями. Это усиливало динамику, ускоряло ритм повествования. А четко выписывая внешность каждого персонажа, вплоть до мельчайших деталей, я заставлял читателя видеть то, что вижу и сам. К примеру, у каждого прочитавшего «Войну и мир» своя Наташа Ростова, свой Пьер Безухов, мне же захотелось, чтобы МОЙ читатель видел МОИХ героев такими, какими вижу их я сам.

## Факты
- «Срок для Бешеного», вышедший на экраны под названием «По прозвищу «Зверь»» — тюремный роман. «Тридцатого уничтожить» — чистый боевик. В титрах фильма «Тридцатого уничтожить» сообщалось: «Продолжение следует». Однако до настоящего дня большинство книг серии не экранизированы, это: «Возвращение Бешеного» — подпольный тотализатор и кикбоксинг — полуспортивный, остросюжетный роман. «Месть Бешеного» — сатира на секретные «приватизированные зоны»[2].
- В книге «Приговор Бешеного» Савелий лично знакомится с Виктором Степановичем Черномырдиным, который разрешает ему звонить по прямому телефону в любое время.
- Виктор Доценко встречался с мэром Москвы Юрием Михайловичем Лужковым, который предлагал ему снять продолжение фильма[3].
- В книгах Виктора Доценко «Король крыс» и «Чёрный трибунал» Савелий Говорков сталкивается с другим персонажем популярной литературы — героем произведений Фёдора Бутырского — Максимом Нечаевым под оперативным псевдонимом «Лютый». Данные книги были написаны писателями в соавторстве[4].
- В свете колоссальной популярности книжной серии писатель Виктор Доценко написал две книги о персонаже: «Биографию отца Бешеного», в которой он рассказал о создании персонажа и своих творческих поисках, а также «Обратись к Бешеному»[5], где им истолкованы спорные моменты биографии персонажа и «белые пятна» предыдущих книг. 
 На волне популярности у персонажа, помимо множества врагов, появляются также подражатели и последователи, которым посвящена отдельная серия произведений.
- Популярный библиографический справочник «Литература и искусство» назвал персонажа «Русским Рембо»[6].
- «Перед нами настоящий герой нашего времени. Он не плох и не хорош, потому что пребывает по ту сторону добра и зла»[7].
- В интервью журналу «Огонёк» Виктор Доценко развеял сомнения относительно образа супермена, возникшего вокруг Савелия Говоркова[8]:

— Но у вас ведь герой супермен, а не реальный человек? 
— Он обычный щупленький паренек. Но он внутренне силен! Он может то, чего никто не может! Мой герой обладает редким ударом, пробивающим человеческое тело. Такие удары существуют — в карате, в ушу. Но Учитель научит Савелия сделать так, что он может после этого закрыть рану. Тибетская медицина говорит, это возможно. То есть в отдельно взятых частях — правда, а все вместе — вымысел.

- Савелий Говорков — один из самых знаменитых персонажей отечественного криминального романа, часто пародируется[9].
- Появившаяся в Интернете книга «Могила Бешеного» была опубликована издательством «Эксмо» в 2001 году. Авторство данной книги принадлежит Кириллу Борисовичу Воробьёву под псевдонимом Баян Ширянов. Виктор Доценко прокомментировал это следующим образом[10]:

Ширянов наваял «откровенный грязный пасквиль на меня, где человек позволяет себе пошлость, мат-перемат, просто измывается не только надо мной, но и над моим героем, который для многих стал уже культовым и вполне одушевлённым».
Позже Доценко подал на Ширянова иск в суд о нарушении авторского права и эксплуатации литературного персонажа; дело рассматривалось в Гагаринском межмуниципальном суде. По словам Доценко, в прежние времена он просто вызвал бы ответчика на дуэль.
- После гибели персонажа в конце шестнадцатой книги («След Бешеного», 2001), в СМИ была описана подготовка к его похоронам[12]:Как-никак хоронить будем Героя России… Поговорю с командующим ВДВ, Георгий Иванович Шпак вроде бы с уважением к Савелию относился… А на похороны действительно прислал соболезнование первый президент России: по-видимому, здоровье не позволило приехать проститься… Не смог прийти и Виктор Черномырдин, который накануне повредил себе ногу, участвуя в пробеге на снегоходах. Но могли ли не проститься с Савелием Павел Грачев и Борис Громов, знавшие покойного ещё по Афганистану?
- В целом сериал о Бешеном можно охарактеризовать как русский боевик, написанный в жанре героического романтизма[13].
- Общий тираж книжного сериала превысил 12.5 миллионов экземпляров[14].
- Персонаж занял десятое место в социологическом опросе «Супермены отечественного кино», проведённым ежедневной общероссийской газетой «Новые Известия»[15].

## Воплощение «Тридцатого» в кино
- Редкое русское имя литературного персонажа — Савелий, в фильме «Тридцатого уничтожить!» было изменено на более привычное и распространённое — Сергей. Фамилия также изменена на Черкасов. Исполнитель роли «Тридцатого», Игорь Ливанов, на съёмочной площадке с успехом обходился без дублёра, выполняя все трюки сам. В последующие годы каскадёры подменяли Игоря Ливанова крайне редко, только при исполнении самых сложных трюков. В создании образа «Тридцатого» Игорю Ливанову помогли навыки, приобретённые им во время службы в морской пехоте на Тихом океане[16].
- В фильме «...По прозвищу «Зверь» (1990) роль Рэкса (Тридцатого) исполнил актёр театра и кино Дмитрий Певцов.
- Сразу после роли «Тридцатого» к актёру Игорю Ливанову пришло признание[17]. То же самое можно сказать о Дмитрии Певцове — после роли Савелия Говоркова в одном из первых отечественных «экшн»-фильмов — в картине По прозвищу «Зверь», где он предстал в качестве благородного супермена[18], привлекательного, уверенного в себе, готового всегда постоять за честь женщины[19], — о Певцове, как о замечательном актёре, узнала вся страна[20] и к нему пришёл успех[21].
- Актёр Аристарх Ливанов, воплотивший на экране «Капитана» (или «11-го») — друга «Тридцатого», в действительности является старшим братом Игоря Евгеньевича Ливанова[22]. После выхода на экраны «Тридцатого уничтожить», многие стали воспринимать их как отца и сына, хотя разница в возрасте у них всего 6 лет[23].

- В 2004 году Виктором Доценко было начато создание четырёхсерийного телефильма «Тридцатый возвращается...» (ещё одно его название — «Тридцатый снова в бою!»), но средства, выделенные Правительством Москвы и инвесторами (около $2 млн.), были нецелесообразно израсходованы[24]. В новом фильме роль Тридцатого исполнил Ян Цапник.